# Попов, Яков Александрович
Яков Александрович Попов (18 ноября 1901, станица Невинномысская — 9 июня 1961, Каменск-Уральский, Свердловская область) — строитель, бригадир бетонщиков строительно-монтажного управления № 5 треста «Уралалюминстрой» Свердловского совнархоза. Герой Социалистического Труда (1958).

## Биография
Родился 18 ноября 1901 года в крестьянской семье в станице Невинномысской.
С 1927 года трудился на строительстве Магнитогорского комбината. С 1934 года работал бетонщиком в СМУ-5 строительного треста «Уралалюминстрой» в Свердловске. Принимал участие в строительстве Красногорской ТЭЦ, электролизного и глинозёмного цехов УАЗа. В 1947 году строил фабрику в городе Касли. В 1948 году возвратился в Каменск-Уральский, где строил различные производственные, жилые и социальные объекты в городе. Позднее был назначен бригадиром бетонщиков.
Бригада Якова Попова ежегодно перевыполняла производственные задания и досрочно выполнила планы Шестой пятилетки (1956—1960) за два года. Указом Президиума Верховного Совета СССР от 9 августа 1958 года за выдающиеся успехи, достигнутые в строительстве и промышленности строительных материалов удостоен звания Героя Социалистического Труда с вручением ордена Ленина и золотой медали «Серп и Молот».
После выхода на пенсию проживал в Каменске-Уральском. Скончался 9 июня 1961 года. Похоронен на Волковском кладбище.